# 维塔利·卡洛耶夫

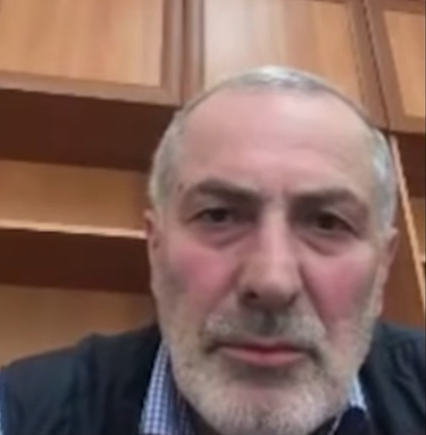
维塔利·卡洛耶夫（2019年）

维塔利·康斯坦丁诺维奇·卡洛耶夫（俄语：Виталий Константинович Калоев，1956年1月15日-）是俄罗斯北奥塞梯出生的建筑师。

## 親屬
他的妻子（斯維特蘭娜）與兩個孩子（10岁的康斯坦丁与4岁的戴安娜）於2002年7月在德國南部發生的烏伯林根空難中喪生。

## 生平
空难发生后，卡洛耶夫是第一抵达现场的家属，参与了空难搜救活动，发现了一串损坏的项链是他的女儿戴安娜的；并亲自发现了由于坠落在一片树林中被树枝缓冲而几乎完整的女儿黛安娜的遗体。妻子斯维特兰娜的遗体在一片麦田中找到；儿子康斯坦丁遗体在乌伯林根一处公车候车厅旁边的沥青路上找到。
空难一周年纪念日时，卡洛耶夫请求航空管制机构瑞士空管局让他与空难时的当班空中管制员会面，但未得到任何回复。卡洛耶夫遂雇请了莫斯科的私家侦探查明空中管制员尼尔森在苏黎世郊外克洛滕的住址。 
卡洛耶夫於2004年2月24日在瑞士克洛滕将丹麦籍的航空管制员皮特·尼尔森（Peter Nielsen）刺杀于其家门口。尼尔森在該次空難發生時是唯一的值班人员。卡洛耶夫在法庭上提交了一份2003年11月11日汉堡律师事务所的文件，这是一份和解协议草案，空中管制机构Skyguide为卡洛耶夫的妻子的死亡支付6万瑞士法郎，为他的每一个孩子的死亡支付5万瑞士法郎，条件是卡洛耶夫不得再对瑞士空管局提出任何主张。卡洛耶夫称这一文件激怒了他，他要求面见空难当班领导Alan Rossier与管制员Nielsen，让他们当面道歉。 
2004年2月26日，维塔利遭瑞士警方逮捕。
卡罗耶夫於2005年10月26日被瑞士法庭定罪判處監禁8年。2007年8月获得假释，但是瑞士公诉方对此提出上诉。2007年8月23日，瑞士法庭受理了假释抗诉，因此卡罗耶夫被重新收监。2007年11月8日獲釋，上诉法庭的判决理由是卡罗耶夫的精神状况在一审时没有被充分考虑（可以理解为由于丧妻丧子带来的精神创伤，限制承担刑事责任）。之后瑞士方面要求卡罗耶夫支付约合157,000美元以赔偿对其监禁的成本，遭到卡罗耶夫的拒绝。
卡罗耶夫从瑞士回到北奥塞梯时，受到了狂热的人群迎接，被称为是“真正的男人”。对此，瑞士是负面观感。
当卡罗耶夫于在德国出席空难十周年纪念日时遭德国警方逮捕，称其在瑞士入境监视名单上。经俄罗斯领事交涉之后以俄罗斯外交官护送他为条件被释。
卡洛耶夫在北奧塞梯被任命為共和國建設部副部長。他一直擔任這一職位直到2016年1月15日退休，並在他60歲生日時獲得了當地政府授予的最高國家獎章“奧塞梯的榮耀”獎章，獎章頒發給在改善該地區居民的生活條件、教育年輕一代以及維護法律和秩序方面取得的最高成就。
空難發生十多年後，卡洛耶夫大約在2012年或2013年與一位名叫伊琳娜·扎拉索娃 (Irina Dzarasova) 的女士再婚，她是OAO Sevkavkazenergo的工程師。2018年12月25日，伊琳娜生下了雙胞胎：一男一女。
2015年6月15日，有人向奧塞梯-阿拉尼亞政府提交請願書，要求解除卡洛耶夫副部長職務，因為這損害了俄羅斯與其他國家的關係。該請願書轉載於2016年發表在《國防管理雜誌》上的一篇文章。